# Shadeland
Shadeland é uma cidade  localizada no estado americano de Indiana, no Condado de Tippecanoe.

## Demografia
Segundo o censo americano de 2000, a sua população era de 1682 habitantes.
Em 2006, foi estimada uma população de 1667, um decréscimo de 15 (-0.9%).

## Geografia
De acordo com o United States Census Bureau tem uma área de
70,9 km², dos quais 70,3 km² cobertos por terra e 0,6 km² cobertos por água.

## Localidades na vizinhança
O diagrama seguinte representa as localidades num raio de 20 km ao redor de Shadeland.